# Leimersheimer Altrhein
Das Vogelschutzgebiet „Karlskopf und Leimersheimer Altrhein“ liegt in Rheinland-Pfalz, südlich von Speyer im Landkreis Germersheim. Es handelt sich um einen Altrheinarm bei der Gemeinde Leimersheim, der durch die Rheinbegradigung im 19. Jahrhundert entstanden ist. Es ist ein EU-Vogelschutzgebiet nach der Vogelschutzrichtlinie, Teil des Natura-2000-Netzwerks und eine Ergänzung zum „Vogelschutzgebiet Hördter Rheinaue inklusive Kahnbusch und Oberscherpfer Wald“. Es ist ebenso ein Teilbereich des Naturschutzgebiets „Hördter Rheinaue“, des FFH-Gebiets „Hördter Rheinaue“ und  des Landschaftsschutzgebiets „Pfälzische Rheinauen“.

## Geographie
Das Schutzgebiet besteht aus einem störungsarmen Baggersee mit umgebendem Altrhein in der aktiven Rheinaue eines Naturschutzgebietes. Der Leimersheimer Altrhein umschließt den "Karlskopf" und bietet ein imposantes Beispiel einer Auen- und Altauenlandschaft, wie sie am Oberrhein selten geworden ist. Diese Kombination aus Wasserflächen und Auenlandschaft bietet vielfältige Lebensräume für zahlreiche Vogelarten.

## Bedeutung für den Vogelschutz
- Kormoran-Brutkolonie: Im Gebiet nistet die landesweit größte und in Rheinhessen-Pfalz einzige Brutkolonie des Kormorans (Phalacrocorax carbo).
- Winterquartier für Wasservögel: Die Wintervorkommen verschiedener Schwimmvogelarten zählen zu den größten in Rheinland-Pfalz, insbesondere die Ansammlungen  der Krickente (Anas crecca) werden in anderen Gebieten des Landes nicht annähernd erreicht.

### Schutzziele
Das Hauptziel ist die Erhaltung oder Wiederherstellung des durchströmten Altrheins und störungsfreier Kiesseen mit naturnahen Uferbereichen.
Das Gebiet liegt in der kontinentalen biogeographischen Region und stellt einen wertvollen Lebensraum für Wasservögel in der Oberrheinebene dar, wo solche naturnahen Auenlandschaften durch Rheinregulierung und -begradigung stark zurückgegangen sind.